# Zukunftsgipfel der Vereinten Nationen
Der Zukunftsgipfel der Vereinten Nationen ist eine Versammlung mehrerer Staaten der Vereinten Nationen. Er fand zum ersten Mal vom 22. bis 24. September 2024 im Rahmen der 79. UN-Generalversammlung statt. Gastgeber waren bei diesem Gipfel Deutschland und Namibia.
Der Zukunftsgipfel der Vereinten Nationen soll die Grundlage für die Reform der Zwischenstaatlichen Beziehungen der Mitgliedstaaten der Vereinten Nationen sein. Der Zukunftsgipfel wurde im Jahr 2021 von UN-Generalsekretär António Guterres im Reformprozess nach dem 75. Jahrestag der Gründung der Vereinten Nationen (im Jahr 2020) gefordert. Nach Ende des 1. Zukunftsgipfels ist ein der Zukunftspakt als Schlussdokument veröffentlicht worden.